# Body Love
Body Love – siódmy album niemieckiego kompozytora muzyki elektronicznej Klausa Schulzego wydany w 1977 roku. Jest to soundtrack do filmu o tej samej nazwie.

## Lista utworów
| Nr | Tytuł utworu  | Informacje                            | Długość |
| -- | ------------- | ------------------------------------- | ------- |
| 1. | „Stardancer”  | wydanie z 1977 roku                   | 13:38   |
| 2. | „Blanche”     | wydanie z 1977 roku                   | 11:44   |
| 3. | „P.T.O.”      | wydanie z 1977 roku                   | 27:12   |
| 4. | „Lasse Braun” | dodatkowy utwór (wydanie z 2005 roku) | 22:26   |
|    |               |                                       | 1:15:00 |